# José Américo Ghezzi
José Américo "Bepo" Ghezzi, nacido en Tandil el 5 de abril de 1912 y fallecido el 26 de abril de 1999 en el mismo lugar, fue un trabajador y anarquista argentino conocido por haber vivido gran parte de su vida como linyera. Varios libros y películas recrean su vida.
En 1995 protagonizó la película ¡Que vivan los crotos!, dirigida por Ana Poliak, haciendo de él mismo.